# Medaille für Oder, Neiße, Ostsee

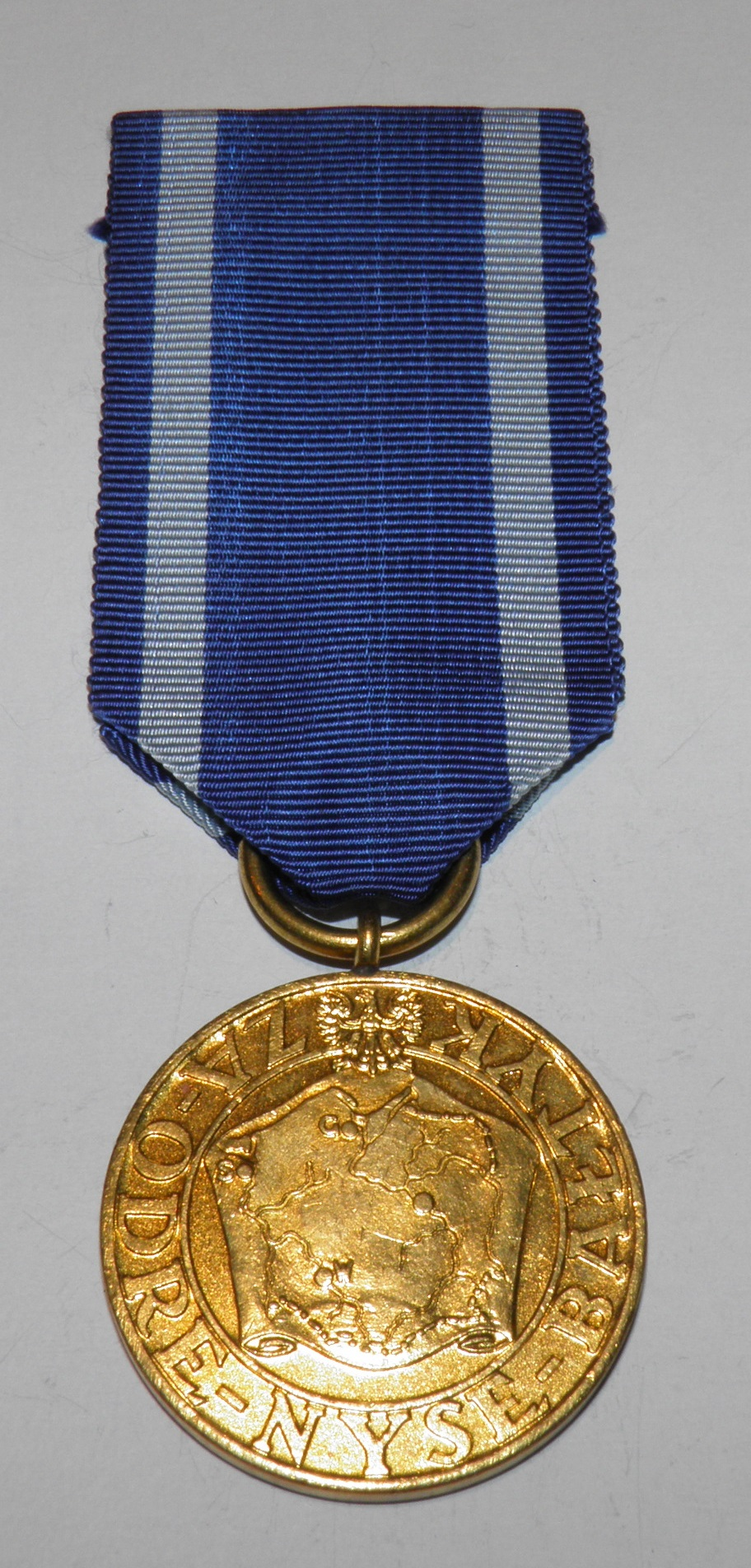
Medaille für Oder, Neisse, Ostsee – Vorderseite

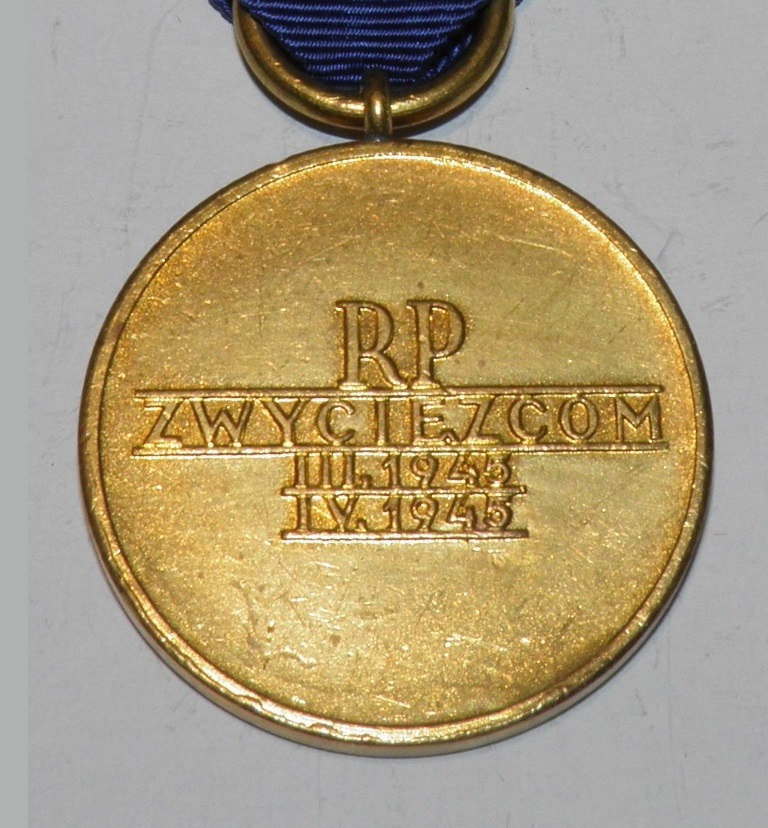
Medaille für Oder, Neisse, Ostsee – Rückseite

Die Medaille für Oder, Neiße, Ostsee (poln. Medal za Odrę, Nysę, Bałtyk) ist ein etwa 320.000 Mal verliehener polnischer Orden, der für Kampfhandlungen im Zweiten Weltkrieg verliehen wurde.
Die Auszeichnung wurde vom Präsidium des Nationalrates (Prezydium Krajowej Rady Narodowej) am 26. Oktober 1945 zur Erinnerung an die Soldaten und ihre Teilnahme in den Kampfgebieten der neuen polnischen Grenzen gestiftet. Ab 1958 übernahm der Staatsrat (Rada Państwa) die Verleihung dieser Medaille. Am 8. Mai 1999 wurde die Verleihung des Ordens als beendet erklärt.

## Voraussetzungen für die Verleihung
siehe auch: Kategorie:Träger der Medaille für Oder, Neiße, Ostsee
Verliehen wurde der Orden an Soldaten, die im Zeitraum vom März bis April 1945 in der 1. oder 2. polnischen Armee, im 1. Dresdner Panzerkorps, wie auch bei den Luftstreitkräften kämpften und an Einsätzen an der Oder und Neiße sowie an der Ostsee von Danzig bis Stettin beteiligt waren.
Ebenfalls verliehen wurde die Medaille an Personen, die die polnische Volksarmee tatkräftig in ihren Kämpfen in den genannten Gebieten unterstützten.
Auch ehemalige Soldaten der 2. Republik erhielten den Orden, die an dem Überfall der Deutschen im September 1939 die Grenzen Polens verteidigten.

## Aussehen und Beschaffenheit
Der Orden besteht aus Bronze und der Durchmesser beträgt 33 mm. Im Avers lautet die Inschrift am Rand der Medaille: ZA ODRĘ – NYSĘ – BAŁTYK. In der Mitte sind die neuen Grenzen Polens eingraviert und die Hauptflüsse des Landes, darüber zentriert der ungekrönte, polnische Adler. Im Revers steht mittig geschrieben: RP/ZWYCIEZCOM/III-1945/IV-1945. Bereits 1946 wurde die zweite Version dieses Ordens herausgebracht, die nur geringe Unterschiede aufweist. Im Avers sind auf der Karte zusätzlich durch Punkte und Buchstaben markiert die Großstädte Warschau, Danzig, Stettin und Breslau abgebildet. Darüber zentriert der ungekrönte Adler der Volksrepublik Polen, der jedoch kleiner als in der ersten Version ist. Im Revers unterscheidet sich der Orden nicht vom Vorgänger.

## Trageweise

Ordensband

Getragen wird der Orden auf der linken Brustseite an einem dunkelblauen Ordensband mit zwei hellblauen Seitenlinien.